# I Jesu namn och nåd allena
I Jesu namn och nåd allena är en psalmtext med 19 6-radiga verser av Gerhard Tersteegen

## Publicerad i
- Den andra psalmtexten i Lilla Kempis. Korta Språk och Böner, till uppbyggelse för de enfaldiga. 4:e upplagan 1876.